# Michele Marrone
Michele Marrone (Palermo, 18 settembre 1910 – Saragozza, 28 aprile 1937) è stato un militare e calciatore italiano di ruolo centrocampista, morto in battaglia durante la guerra civile spagnola.

## Carriera
Dopo aver giocato nella Vigor, passa al Palermo con cui disputa il campionato di Prima Divisione 1926-1927 e quello Meridionale 1928-1929; gioca poi con la Nauting di Termini Imerese e il GUF di Palermo. La sua attività è dedicata anche all'atletica.
Partecipa come volontario nel 1936 alla guerra civile spagnola in qualità di ufficiale dei Bersaglieri, venendo ferito in combattimento nella battaglia di Guadalajara nella quale combatteva con i fascisti guidati da Sandro Piazzoni. Poco dopo, il 28 aprile del 1937, muore a Saragozza e in seguito riceverà una Medaglia d'argento al valor militare.
Il 27 giugno dello stesso anno gli viene intestato lo stadio principale di Palermo, attualmente denominato Stadio Renzo Barbera, ma che fino a quel momento si chiamava Stadio del Littorio, su proposta del responsabile dei Gruppo universitario fascista e futuro segretario del Palermo Totò Vilardo e dal barone Beppuzzo Sgadari di Lo Monaco, responsabile dello sport nel capoluogo siciliano.
Tale denominazione, strettamente legata al fascismo, resta fino alla fine della seconda guerra mondiale.
Gli fu anche intitolata la 9ª Legione della "Milizia universitaria.